# EuMAS
EuMAS est l'abréviation de « European Masters in Aeronautics and Space Technology».

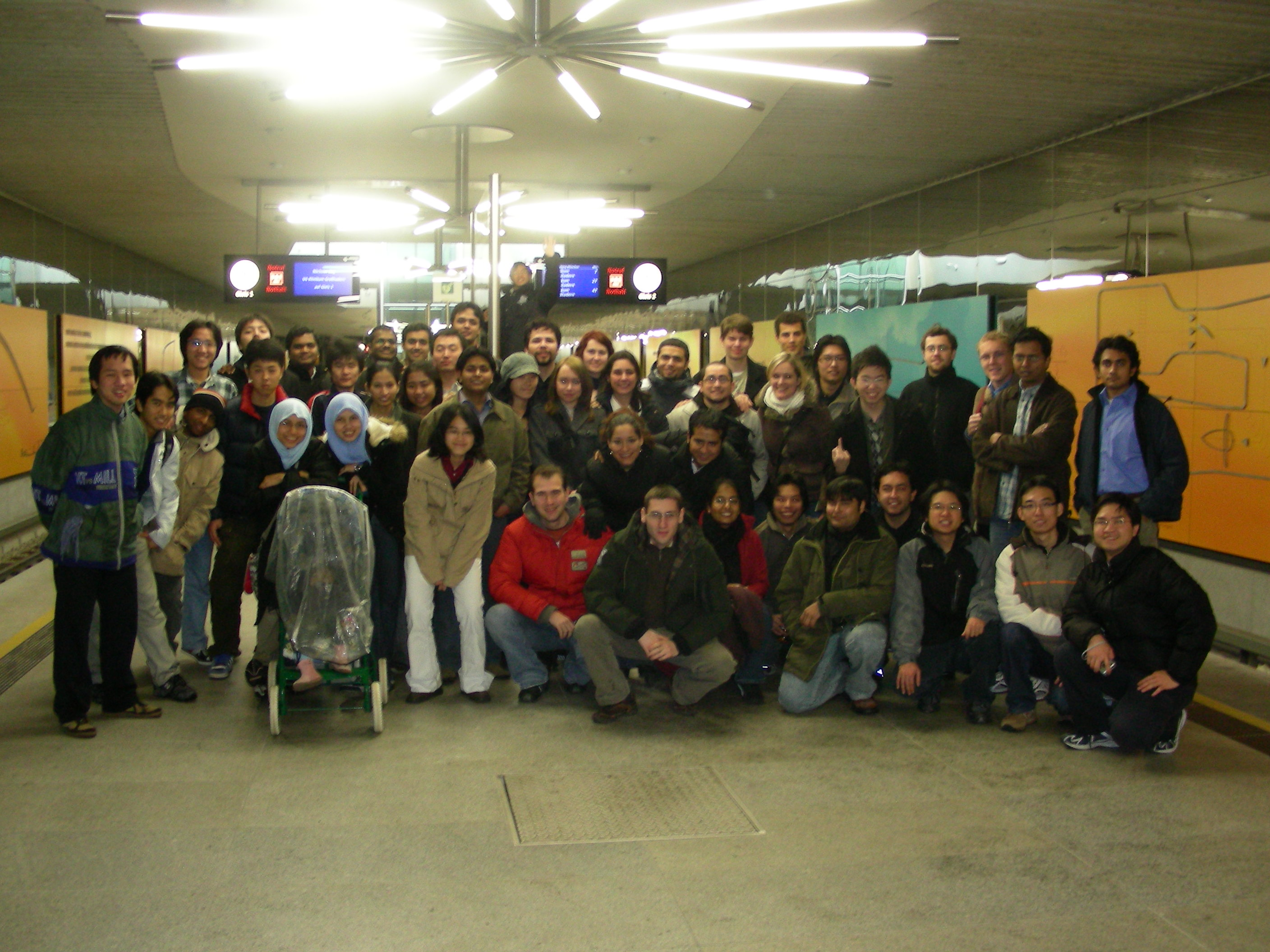
La classe d'EuMAS à Munich, 2007

## Description
Le programme EuMAS est parrainé par l'Agence spatiale européenne, et offert par cinq universités européennes : l'Université de Pise (Italie), l'Université technologique de Munich (Allemagne), l'Université polytechnique de Madrid (Espagne), l'Institut supérieur de l'aéronautique et de l'espace (issu du rapprochement entre SUPAERO et l'ENSICA) (France), et l'Université de Cranfield (Royaume-Uni).
| Promotion | Établissement pour la première année      | Établissement pour la deuxième année                                   |
| --------- | ----------------------------------------- | ---------------------------------------------------------------------- |
| 2005      | Université de Pise (2005)                 | École nationale supérieure de l'aéronautique et de l'espace (2006)     |
| 2006      | Université technologique de Munich (2006) | Université polytechnique de Madrid (2007)                              |
| 2007      | Université de Pise (2007)                 | Université polytechnique de Madrid (2008)                              |
| 2008      | Université de Cranfield (2008)            | Institut supérieur de l'aéronautique et de l'espace de Toulouse (2009) |